# Овен Купер
Овен Купер (англ. Owen Cooper; нар. 5 грудня 2009, Воррінгтон, Англія, Велика Британія) — англійський актор. Він досяг свого прориву з роллю Джеймі Міллера в мінісеріалі Netflix «Юнацтво» (2025).

## Раннє життя
Купер народився в Воррінгтоні. Його мати — доглядальниця, а батько працює в ІТ. Він має двох старших братів. Член юнацької команди «Воррінгтон Райлендс 1906», він спочатку хотів стати футболістом, перш ніж брати щотижневі уроки акторської майстерності в «The Drama Mob» у Манчестері.

## Кар'єра
У березні 2025 року Купер дебютував у ролі Джеймі Міллера, 13-річного підлітка, обвинуваченого у вбивстві, у мінісеріалі Netflix «Юнацтво». Ця роль принесла йому широке визнання критиків, а «Evening Standard» написав, що «його гра може бути найкращим дебютом, який коли-небудь бачила дитина-актор». Його вибрали на роль молодого Хіткліфа у фільмі Еміралд Фіннелл «Буремний перевал», який має вийти на екрани у 2026 році.

## Фільмографія

### Кіно
| Рік  |   | Українська назва | Оригінальна назва       | Роль                               |
| ---- | - | ---------------- | ----------------------- | ---------------------------------- |
| 2026 | ф | Буремний перевал | англ. Wuthering Heights | молодий Хіткліф / Young Heathcliff |

### Телебачення
| Рік       |   | Українська назва | Оригінальна назва | Роль                                         |
| --------- | - | ---------------- | ----------------- | -------------------------------------------- |
| 2025—2025 | с | Юнацтво          | англ. Adolescence | Джеймі Міллер / англ. Jamie Miller (3 серії) |
| 2025—2025 | с | Кіноклуб         | англ. Film Club   | Каллум / англ. Callum                        |